# Трансильванский музей
Трансильванский музей (нем. Siebenbürgisches Museum) — музей, расположенный в Гундельсхайме, Германия, посвященный защите, сохранению и документированию культурного наследия трансильванских саксов и их сосуществованию с другими трансильванскими этническими группами в этом многоэтническом регионе.

## История
Первоначальным центральной экспозицией музея была коллекция трансильванских этнографических предметов, собранных в Мюнхене Лором Коннертом-Серафином в начале 1950-х годов. Разместившись в замке Хорнек, Гундельсхайм, она теперь включала в себя обширную коллекцию общества «Иоганн Хонтерус». В 1968 году он был открыт как смешанный музей, функционирующий как музей Гундельсхайма и как музей наследия трансильванских саксов. В 1991 году он получил статус национального музея. В 1997 году внутренний двор замка был закрыт и предоставлен для музея в качестве центрального пространства для экспозиций.
В 1999 году федеральное правительство Германии потребовало слияния этого музея с Дунайским швабским центральным музеем из Ульма. Территориальная ассоциация саксов Трансильвании в Германии выступила против этого плана, поскольку они хотели сохранить кооперацию своих объектов (Трансильванский институт, Трансильванский музей и Трансильванская библиотека) в Гундельсхайме. Эта позиция была поддержана правительством федеральной земли Баден-Вюртемберг. В июне 2003 года федеральное правительство отказалось от своих планов.

## Строительство
Музей расположен в замке Хорнек, Гундельсхайм. Он делит здание с Трансильванским институтом, Трансильванской библиотекой, а также домом престарелых. Комнаты музея находятся на первом и втором этажах. Музей имеет вход, независимый от других организаций, расположенных в замке.

## Коллекция
Коллекции музея включают материалы и предметы об истории саксов Трансильвании, их социальной системе и их обычаях, системе образования, а также их сельской и городской жизни.
В музее также есть коллекции саксонских художников Трансильвании. Она владеет автопортретом Клары Адельгейд Сотериус фон Заксенхайм 1853 года и портретом ее мужа Теодора Сокла, сделанным в том же году. В музее также есть некоторые картины самого Теодора Сокла. В 1998 году в Трансильванском музее была организована ретроспективная выставка художника Эдит Сотериус фон Заксенхайм, где купили 50 ее работ. В 1999 году эта коллекция также экспонировалась в Мюнхене в доме восточных немцев.